# Alexander Popov (DJ)
Alexander Vitaljevitsj Popov (Russisch: Александр Витальевич Попов) (Saratov, 2 april 1986) is een Russische DJ, die voornamelijk Trance en Progressive House produceert.

## Biografie
Alexander Popov toonde in zijn jeugd al muzikaal talent, daarom ging hij naar een muziekschool. Op 15-jarige leeftijd kwam hij voor het eerst in aanraking met elektronische dansmuziek, wat hem erg fascineerde. Op de leeftijd van 16 - 17 jaar experimenteerde hij met zijn eerste eigen nummers op het gebied van House, D 'n' B en Trance.
Vanaf 2001 speelde hij op grotere feesten en in 2005 was hij co-presentator van een radioshow. Popov had zijn eerste grote wereldwijde succes met zijn nummer Vapor Trails, dat hij uitbracht onder het label Insatiable Records. Sinds 2010 heeft hij een contract bij Armada Music. Popov heeft verschillende keren opgetreden tijdens grote internationale evenementen zoals ASOT 600 in Madrid, ASOT 650 in Yekaterinburg of de Trancemission Open Air in Sint-Petersburg. Popov is naast Arty een van de grote internationale DJ's uit Rusland. Zijn werken zijn geremixt door vele bekende DJ's zoals Dash Berlin, Armin van Buuren en Above & Beyond.
Met Interplay heeft Popov sinds 2014 een wekelijkse radioshow, die elke donderdag om 22:00 uur als een podcast wordt gepubliceerd.

## Prijzen en prestaties
De werken van Alexander Popov worden regelmatig gedraaid door het radioprogramma A State of Trance en sommige van zijn werken zijn door Armin van Buuren tot "Tune Of The Week" benoemd.
Zijn singles Multiverse, Quantum en Lost Language haalden de top drie van de Beatport-hitlijsten.
In 2014 werd zijn single Steal You Away genomineerd voor de International Dance Music Awards in Miami.

## Discografie

### Singles/EP
| Jaar | Titel                                             | Label             |
| ---- | ------------------------------------------------- | ----------------- |
| 2007 | Vapour Trails                                     | Insatiable Record |
| 2007 | Hypnotize                                         | Swordtail Records |
| 2008 | Atlandtida                                        | Eternity Records  |
| 2008 | Awakening                                         | VANDIT Records    |
| 2009 | Everest                                           | AVA Recordings    |
| 2009 | What about future                                 | Liquid Records    |
| 2009 | Metropolis                                        | AVA Recordings    |
| 2010 | Revolution in you                                 | Armind            |
| 2012 | Elegia                                            | Armind            |
| 2012 | When the sun                                      | S107 Recordings   |
| 2012 | Attractive force                                  | A State of Trance |
| 2012 | My World                                          | S107 Recordings   |
| 2013 | Steal you way                                     | Aropa Records     |
| 2013 | Lost Language                                     | Armind            |
| 2013 | Moscow Subway                                     | Armind            |
| 2013 | Legend                                            | Armind            |
| 2014 | Quantum                                           | Armind            |
| 2014 | External Flame/Sibiria                            | Armind            |
| 2015 | Multiverse                                        | Armind            |
| 2015 | Born to love                                      | Armind            |
| 2015 | Olympus                                           | Armind            |
| 2015 | Paradise (samen met LTN feat. Christina Novelli)  | Armind            |
| 2016 | Distant Power                                     | Armind            |
| 2016 | Spacewalk (samen met Digital X)                   | Armind            |
| 2016 | World Like This (samen met Jonathan Mendelsohn)   | Armind            |
| 2016 | One More Time (samen met Christian Burns)         | Armind            |
| 2017 | Substance                                         | Armind            |
| 2017 | Eyes To Heaven                                    | Interplay         |
| 2017 | Clarity (samen met LR)                            | Interplay         |
| 2017 | People                                            | Armind            |
| 2017 | Awake The Flow                                    | Armind            |
| 2017 | Last To Leave                                     | Interplay         |
| 2017 | Play Your Cards (samen met Tenishia en Thomas T.) | Interplay         |
| 2018 | Response                                          | Interplay         |

### Albums
| Jaar | Titel        | Label        |
| ---- | ------------ | ------------ |
| 2013 | Personal Way | Armada Music |

### Compilaties
| Jaar | Titel                                   | Label        | Opmerkingen                                            |
| ---- | --------------------------------------- | ------------ | ------------------------------------------------------ |
| 2012 | Trance World Volume 16                  | Armada Music | Een album gemixt door Popov                            |
| 2015 | Interplay                               | Armada Music | Gedeeltelijk nieuw eigen werk maar ook van andere DJ's |
| 2016 | Interplay 2016                          | Armada Music | Eigen producties en producties van andere artiesten    |
| 2017 | Alexander Popov presents Interplay 2017 | Armada Music | Eigen producties en producties van andere artiesten    |